# De Protagonist
Der Protagonist (1926) is de eerste opera die componist Kurt Weill schreef. De opera is een eenakter en het libretto is van de hand van Georg Kaiser. Bij de première werd de toenmalig 26-jarige Weill eensklaps beroemd. Door het gebruik van pantomime in het werk, neemt "Der Protagonist" een unieke plaats in in de geschiedenis van de opera.

## Synopsis
De opera speelt zich af in het Engeland van Shakespeare. In een herberg zien we een groep rondreizende acteurs druk in de weer om een belangrijke voorstelling voor vanavond voor te bereiden. Ze moeten een toneelstuk brengen voor de hertog. De protagonist (de hoofdacteur van de groep) en zijn zus doen hun intrede. De protagonist koestert meer dan enkel maar broederlijke liefde voor zijn zuster. Wat hij echter niet weet is dat zij een geheime minnaar heeft en dat die man haar tot hier gevolgd is.
Een bediende van de hertog brengt het toneelgezelschap op de hoogte van de wensen van zijn meester. Die wil vanavond een komisch pantomime opgevoerd zien. De acteurs slaan meteen aan het oefenen. De plot van hun spel is eenvoudig genoeg: een overspelige man bedriegt zijn vrouw met een jong meisje maar ook zijn vrouw heeft een buitenechtelijke relatie, met een wellustige monnik nota bene, en het grappige verhaaltje eindigt met de man die de monnik buiten schopt en de twee vrouwen voor zichzelf houdt.
Na het oefenen heerst er een leuke sfeer in de herberg en de zuster van de protagonist ziet hier de ideale gelegenheid om haar minnaar voor te stellen aan haar broer. Doch vooraleer ze hier de kans toe krijgt, arriveert de bediende van de hertog voor een tweede keer. Blijkbaar heeft de hertog zich bedacht en verkiest hij een serieus pantomime in plaats van een komisch.
De acteurs slaan weerom aan het oefenen. De plot blijft hetzelfde doch de toon is deze keer tragisch. Net op het donkerste moment van het toneelstuk ziet de protagonist zijn zus en haar minnaar tezamen. Helemaal opgegaan in zijn tragische vertolking en niet meer in staat om het verschil tussen spel en realiteit te kunnen zien, steekt hij zijn zus dood in een vlaag van jaloezie. Wanneer hij weer tot zichzelf komt, vraagt hij om zijn uitlevering uit te stellen totdat de hertog zijn beste vertolking die hij ooit neerzette, gezien heeft. Een vertolking waar echte en gespeelde waanzin niet meer te onderscheiden zijn.